# Pactos de Mayo

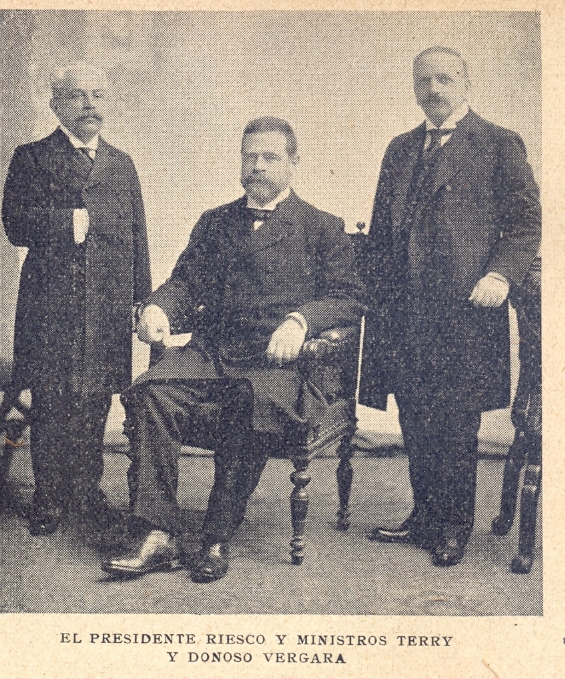
De izquierda a derecha: El ministro argentino José A. Terry, el presidente de Chile, Germán Riesco, y el canciller chileno José Francisco Vergara Donoso.

El Tratado de Equivalencia Naval, Paz y Amistad, denominado también como Pactos de Mayo, fue un acuerdo internacional firmado entre Argentina y Chile en 1902 para detener la carrera armamentista naval entre Argentina y Chile.
Fue suscripto el 28 de mayo de 1902 en Santiago de Chile por el ministro plenipotenciario argentino José Antonio Terry y por el canciller chileno José Francisco Vergara Donoso, durante las presidencias de Julio Argentino Roca y Germán Riesco, con el objetivo de poner fin al conflicto de límites y consolidar la amistad entre ambos países.
El Tratado comprende:  
- Acta Preliminar;
- Tratado General de Arbitraje;
- Convención sobre Limitación de Armamentos Navales;
- Acta en la que se solicita al árbitro la designación de una comisión que fije los hitos demarcatorios sobre el terreno.
- Posteriormente, el 10 de julio de 1902, se agregó un Protocolo Adicional (Acta Aclaratoria).

El Acta Preliminar (o Acta de Santiago, o Acta del Pacífico) dejó asentada la renuncia expresa e incondicional del gobierno de la Argentina a las expansiones territoriales, y la renuncia del gobierno de Chile a las expansiones territoriales excepto “las que resultaren del cumplimiento de los tratados vigentes o que más tarde se celebraren”.
El Tratado General de Arbitraje disponía la obligación de las partes a someter a juicio arbitral las controversias de cualquier naturaleza que surgieran entre ellas y que no pudieran ser resueltas mediante negociaciones directas. Se designó como árbitro en primer término al Gobierno del Reino Unido y en segundo término al Gobierno de la Confederación Suiza.
El Tratado de Limitación de Armamentos fue un acuerdo derivado de las conclusiones a las que se llegaron mediante la intervención del gobierno británico a través de sus ministros representantes, A. C. Barrington en Argentina y Gerardo A. Lowther en Chile. En este tratado Argentina y Chile se comprometieron: a no adquirir naves de guerra incluyendo a las que ya estaban en proceso de construcción; a disminuir sus escuadras hasta lograr cierta equivalencia entre ambas; a no aumentar sus armamentos navales por el término de cinco años.